# Луенгу-Луяна (національний парк)
Національний парк Луенгу-Луяна ( порт. Parque Nacional do Luengue-Luiana   ) — національний парк в Анголі. Парк займає площу 42 000 км². Він розташований у провінції Куандо на південному сході Анголи. На заході та південному заході парк обмежений річкою Каванго, на півдні — кордоном з Намібією, на сході — річкою Куандо, яка утворює кордон із Замбією, а на півночі — національним парком Лонга-Мавінга.

## Екологія
Більшу частину парку займає відкритий ліс. Домінуючими видами дерев є Burkea, Baikiaea, Pterocarpus та Erythrophleum у південній частині парку та Erythrophleum, Burkea, Julbernardia та Guibourtia у північних районах парку. Земля вкрита рідкою травою, частково через вилужений піщаний ґрунт, який утримує мало води біля поверхні.
Уздовж річки Куандо є простори сезонно- та постійно затоплюваних луків шириною 10-15 кілометрів, а також менші території вздовж інших річок парку. Папірус переважає біля річок, а види Phragmites і Miscanthus поширені в мілководді, в районах вище за течією та сезонно сухих районах.
Парк є домом для багатьох видів диких тварин, у тому числі великих ссавців, таких як слон (Loxodonta africana), жирафа ( Giraffa camelopardalis ), чорний носоріг ( Diceros bicornis ), бегемот ( Hippopotamus amphibius ), канна ( Taurotragus oryx ), рівнинна зебра ( Equus quagga ), буйвіл ( Syncerus caffer ), чорний шаблеріг ( Hippotragus niger ), леопард ( Panthera pardus ), водяний козел ( Kobus ellipsiprymnus ), імпала ( Aepyceros melampus ).
Під час тривалої громадянської війни в Анголі більшість великих тварин була винищена. Після закінчення війни дика природа дещо відновилася, але браконьєрство і наземні міни залишаються перешкодою для її відновлення. Багато наземних мін у парку вбивають і калічать слонів, буйволів, бегемотів та інших великих тварин. Вони також перешкоджають патрулюванню рейнджерів і обмежують потенціал парку для екотуризму. У 2019 році HALO Trust, міжнародна неурядова організація, яка займається розмінуванням, підрахувала, що в національних парках Луенгу-Луїана та Лонга-Мавінга залишилося 153 мінних поля. У липні 2019 року уряд Анголи пообіцяв виділити 60 мільйонів доларів США на розмінування регіону, яке HALO та уряд сподівалися завершити до 2025 року.

## Транскордонна заповідна зона
Парк є частиною транскордонної природоохоронної території Каванго-Замбезі, групи суміжних охоронюваних територій у верхів'ях річки Замбезі та басейні Окаванго, до яких входять охоронювані територій в Анголі, Намібії, Ботсвані, Замбії та Зімбабве. Парк примикає до Національного парку Сіома Нґвезі в Замбії та Національного парку Бвабвата на півдні в Намібії.